# Gregoriu Pop
Gregoriu Pop (n. 17 octombrie 1854, Vinerea, Județul Hunedoara, Regatul Ungariei – d. 2 iulie 1927, Orăștie, Regatul României) a fost un deputat în Marea Adunare Națională de la Alba Iulia, organismul legislativ reprezentativ al „tuturor românilor din Transilvania, Banat și Țara Ungurească”, cel care a adoptat hotărârea privind Unirea Transilvaniei cu România, la 1 decembrie 1918 .

## Biografie
Născut în comuna Bobța județul Sălaj la 28 aprilie 1859 din părinții Ștefan, preot și Terezia Bența. Școala primară și gimnaziul le desăvârșește la Oradea, iar școala superioară de liceu la Satu-Mare, unden a obținut și bacalaureatul în 1878. A urmat Teologia la Gherla, terminând studiile teologice în 1882..

## Carieră
A fost președinte al Societății bisericești-literare "Alexei Șincai". La 24 septembrie 1882 a fost hirotonit preot, iar din 26 martie 1883 a fost numit administrator parohial la Acâș, jud. Sălaj, îndeplinind această funcție până la 1 ianuarie 1894, când a venit să slujească ca preot în Unimăt.
În Acâș a contribuit la ridicarea unei școli românești, iar în Unimăt ca paroh și apoi protopop a ridicat două școli, precum și locuințe pentru învățători. S-a preocupat de asemenea de introducerea economiei raționale a pământului și a unor unelte agriole evoluate. La 18 august 1910 a fost numit canonic prebendat prin decret împărătesc, iar între anii 1911-1912 a fost rector seminarial..

## Activitatea politică
Ca deputat în Adunarea Națională din 1 decembrie 1918 a fost delegat al cercului electoral Gherla. După 1937, Gregoriu Pop a fost numit canonic arhidiacon, consilier al Tribunalului matrimonial, vicepreședinte al Exactoartului diecezan, președinte al Comisiunii diecezene prin examinarea cantorilor bisericești, asesor consistorial, examinator prosinodal. A condus ca director despărțământul Gherla al "Astrei"..

## Lectură suplimetară
- Florea Marin, Medicii și Marea Unire, Editura Tipomur, Târgu Mureș, 1993
- Silviu Borș, Alexiu Tatu, Bogdan Andriescu, (coord.), Participanți din localități sibiene la Marea Adunare Națională de la Alba Iulia din 1 decembrie 1918, Editura Armanis, Sibiu, 2015

Gelu Neamțu, Mircea Vaida-Voevod, 1 decembrie 1918. Mărturii ale participanților, vol. I-II, Editura Academiei Române, București, 2005, ISBN 973-27-1258-9 (vol. I); ISBN 973-27-1264-3 (vol. II).